# 789 Lena
789 Lena è un asteroide della fascia principale. Scoperto nel 1914, presenta un'orbita caratterizzata da un semiasse maggiore pari a 2,6845645 UA e da un'eccentricità di 0,1471849, inclinata di 10,80491° rispetto all'eclittica.
Sebbene molto vicino agli asteroidi della famiglia Eunomia, non appare correlato a questi.
Il suo nome è in onore di Elena Petrovna Neujmina, la madre dello scopritore.